# 卢之超
卢之超（1933年—2024年9月12日），男，江苏宝应人，中华人民共和国政治人物，曾任中国人民政治协商会议全国委员会副秘书长，第八、九届全国政协委员。